# Pleun van Leenen
Pleun van Leenen (Rotterdam, 2 januari 1901 – aldaar, 27 januari 1982) was een Nederlandse langeafstandsloper, die gespecialiseerd was in de marathon. Hij werd meervoudig Nederlands kampioen in deze discipline en nam eenmaal deel aan de Olympische Spelen.

## Biografie

### Marathondebuut op 25-jarige leeftijd
Pleun van Leenen deed eerst aan voetbal, maar ging in navolging van zijn buurman, die diverse kroeglopen won, ook meedoen aan hardloopwedstrijden. Bij zijn eerste wedstrijd finishte hij gelijk op een elfde plaats van de 35 deelnemers. In 1925 werd hij lid van de NAU. Hij werkte als pakhuisknecht, betonarbeider en bouwvakarbeider en trainde meestal na het werk in het Kralingse Bos. Op 12 september 1926 maakte hij op 25-jarige leeftijd zijn marathondebuut bij de marathon van Rotterdam. Hij finishte hier als derde in 3:15.05 met acht minuten achterstand op de winnaar Kemp (tevens clubgenoot). Een jaar later werd Van Leenen tweede bij de marathon van Amsterdam. Wederom was een clubgenoot, ditmaal Teun Sprong, hem te snel af.

### Deelname aan olympische marathon
Hierna won Van Leenen de kwalificatiewedstrijd voor de Olympische Spelen van 1928. Hierdoor mocht hij Nederland vertegenwoordigden op de olympische marathon. Met een tijd van 3:14.37 kwam hij als 55e (derde Nederlander) over de finish in het Olympisch Stadion. Na afloop meldde hij. "Ik voelde dat ik over mijn hoogtepunt heen was en dat maakte mij zenuwachtig. Wel liep ik de afstand uit, maar kwam niet verder dan een 50ste plaats." Snelste Nederlander in deze wedstrijd was Henri Landheer, die in 2:51.59 als enige Nederlander binnen drie uur over de finish kwam. De 20-jarige Joop Vermeulen kwam in 3:13.47 één plek eerder dan Pleun over de finish.

### Driemaal Nederlands kampioen
In 1931 deed Van Leenen mee aan de marathon van Amsterdam. Alle 29 deelnemers werden vooraf medisch gekeurd. Pleun van Leenen werd goedgekeurd en met 3:09.32 tweede achter de winnaar Evert Wijburg (3:02.39). In 1932 behaalde hij zijn eerste grote succes door het allereerste Nederlandse kampioenschap op de klassieke afstand gelijk te winnen. Met een tijd van 3:17.13,2 kwam hij als eerste over de finish in Amsterdam. In 1933 werd de wedstrijd wederom in Amsterdam gehouden en prolongeerde hij deze titel. Met 3:09.12 finishte hij op een tweede plaats achter de Engelsman Norris. In 1934 was hij niet in staat zijn titel te verdedigen, doordat hij vlak voor de wedstrijd door een arts werd afgekeurd. In 1938 werd er wederom een NK marathon georganiseerd en toonde Van Leenen, inmiddels 37 jaar oud, nog de beste Nederlandse marathonloper te zijn en de wedstrijd in Amsterdam te winnen.

### Laatste wedstrijden
Ook na de Tweede Wereldoorlog liep Van Leenen nog marathons. Zo werd hij in 1955 elfde op de marathon van Rotterdam. In 1961 liep hij in Enschede zijn laatste marathon in 3 uur en 39 minuten. Op 27 maart 1971 legde hij, inmiddels de 70 jaar gepasseerd, de 20 km van de Zilveren Molenloop nog af in 1 uur en 55 minuten. Op 27 januari 1982 overleed hij op 81-jarige leeftijd.

## Nederlandse kampioenschappen
| Onderdeel | Jaar             |
| --------- | ---------------- |
| marathon  | 1932, 1933, 1938 |

## Persoonlijk record
| Onderdeel | Prestatie | Jaar |
| --------- | --------- | ---- |
| marathon  | 2:59.59   |      |

## Palmares

### 25 km
- 1948: 18e NK, Geleen

### marathon
- 1926:  marathon van Rotterdam - 3:15.05
- 1928:  Olympische kwalificatiewedstrijd in Haarlem - 2:31 (te kort parcours)
- 1928: 55e OS in Amsterdam - 3:14.37
- 1931:  NK in Amsterdam - 3:09.32 (2e overall)
- 1932:  NK in Amsterdam - 3:17.13,2
- 1933:  NK in Amsterdam - 3:09.12 (2e overall)
- 1938:  NK in Amsterdam - 3:14.43,4